# Pentanisia angustifolia
Pentanisia angustifolia är en måreväxtart som först beskrevs av Ferdinand von Hochstetter, och fick sitt nu gällande namn av Ferdinand von Hochstetter. Pentanisia angustifolia ingår i släktet Pentanisia och familjen måreväxter. Inga underarter finns listade i Catalogue of Life.